# Dagobert III
Pour les articles homonymes, voir Dagobert.
Dagobert III, né vers 699 et mort en 715, est le roi des Francs de 711 à sa mort.

## Biographie
Fils et successeur du roi Childebert IV, il accède au trône à l'âge de 12 ans, et meurt à 16 ans. Il est mineur pendant toute la durée de son règne, ses maires du Palais règnent en son nom. À son avènement, le maire du palais en Austrasie est le puissant Pépin de Herstal. En Neustrie, le maire du palais est Grimoald le Jeune, fils cadet de Pépin de Herstal.
Pendant son règne, Grimoald est assassiné en 714. Il est remplacé par son fils mineur, le jeune Thibaut. Pépin de Herstal décède la même année. Plectrude, sa veuve, dirige le royaume au nom du roi Dagobert et du maire du palais Thibaut, tous deux mineurs. Les Francs de Neustrie en profitent pour se révolter. Ils rassemblent une armée dans la forêt de Cuise, et écrasent l'armée austrasienne de Thibaut. La Neustrie reprend alors son indépendance et nomme un nouveau maire du palais en la personne de Raganfred. Celui-ci s'allie avec le duc des Frisons Radbold, et dévaste l'Austrasie.
Alors que l'attention se concentrait sur la lutte contre les Frisons dans le nord, des régions du sud de la Gaule commencèrent à faire sécession pendant le bref règne de Dagobert : Savaric, évêque d'Auxerre, s'empare d'Orléans, Nevers, Avallon et Tonnerre ; Eudes, duc d'Aquitaine et de Vasconie, et Antenor, patrice de Provence, se comportent comme des seigneurs indépendants.
Dagobert III meurt en 715 des suites d'une maladie. Bien que les chroniqueurs ne mentionnent pas son lieu de sépulture avec certitude, il est probable qu’il s’agisse de l'abbaye Saint-Étienne de Choisy-au-Bac près de Compiègne. Dans ce cas, de même que celle de son père Childebert IV, son tombeau fut vraisemblablement détruit par les Normands en 895. Il laisse un fils, Thierry IV, qui régna de 721 à 737.

## Sources
- Chapitre 50 du Livre de l'histoire des Francs (vers 727) :

« Alors le roi Childebert, roi juste et de bonne mémoire, monta vers le Seigneur. Il avait régné pendant dix-sept ans et fut enseveli à Choisy, dans la basilique dédié au martyr saint Etienne. Dagobert, son fils encore enfant, régna à sa place […]. »

- Chapitre 52 du Livre de l'histoire des Francs (vers 727) :

« Au cours des temps suivants, le roi Dagobert mourut, affaibli par la maladie après un règne de cinq ans […]. »

- Chapitre 53 du Livre de l'histoire des Francs (vers 727) :

« […] Eudes lui remit le roi Chilpéric avec de nombreux trésors, mais ce dernier ne retrouva pas son frère : il mourut peu de temps après. Il fut enseveli dans la ville de Noyon après avoir régné pendant cinq ans et demi. Les Francs élevèrent au trône Thierry, fils de Dagobert le Jeune, qui venait d'être éduqué dans le monastère de Chelles. Il resta sur le trône six années durant. »

- Chapitre 7 de la Continuation de la Chronique de Frédégaire (vers 760) :

« En ces jours, mourut le roi Childebert, qui fut enseveli à Choisy dans la basilique du saint martyr Étienne, après avoir régné seize ans. Son fils Dagobert reçut le trône de son père. Dès lors, Grimoald prit pour épouse Theudesinde, la fille de Radbod, le duc des Frisons. Pépin aussi tomba malade à Jupille sur la Meuse. Comme le même Grimoald était venu lui rendre visite et qu'il s'était rendu pour prier dans la basilique du saint martyr Lambert, il fut sauvagement tué par un homme impie nommé Rantgar. Après cela Théodoald, son tout jeune fils, reçut à sa place la mairie du palais aux côtés dudit roi Dagobert. »

- Chapitre 8 de la Continuation de la Chronique de Frédégaire (vers 760) :

« Dans l'époque qui suivit, aussi, le même duc Pépin, tomba malade et mourut, après avoir dirigé le peuple des Francs pendant vingt-sept ans et demi. Il laissa derrière lui son fils Charles. Après son décès, aussi, ladite dame Plectrude prenait tout sous son autorité et son gouvernement. Finalement, les Francs, à leur tour, entrèrent en sédition après avoir en vain tenu conseil, rassemblèrent une armée dans la forêt de Cuise et engagèrent le combat contre Théodoald et les leudes du défunt Pépin et de Grimoald ; là, une armée considérable tomba. C'est ainsi que Théodoald, éloigné de ses compagnons, fut mis en fuite et s'échappa. Grandes et terribles furent les violences et les représailles qui s'ensuivirent parmi la nation des Francs. Dans les mêmes temps, ils choisirent alors pour la mairie du palais un Franc nommé Raganfred. Ils lèvent des forces armées et se hâtent jusqu'à la Meuse en dévastant tout. Un traité est conclu avec le duc Radbod. En ces jours, le duc Charles, qui était tenu sous bonne garde par ladite femme Plectrude, fut avec l'aide de Dieu, libéré. »

- Chapitre 9 de la Continuation de la Chronique de Frédégaire (vers 760) :

« À cette même époque, le roi Dagobert s'éteignit, après avoir ainsi régné cinq ans. Les Francs, cependant, établirent comme roi un certain Chilpéric […]. »

## Voir aussi

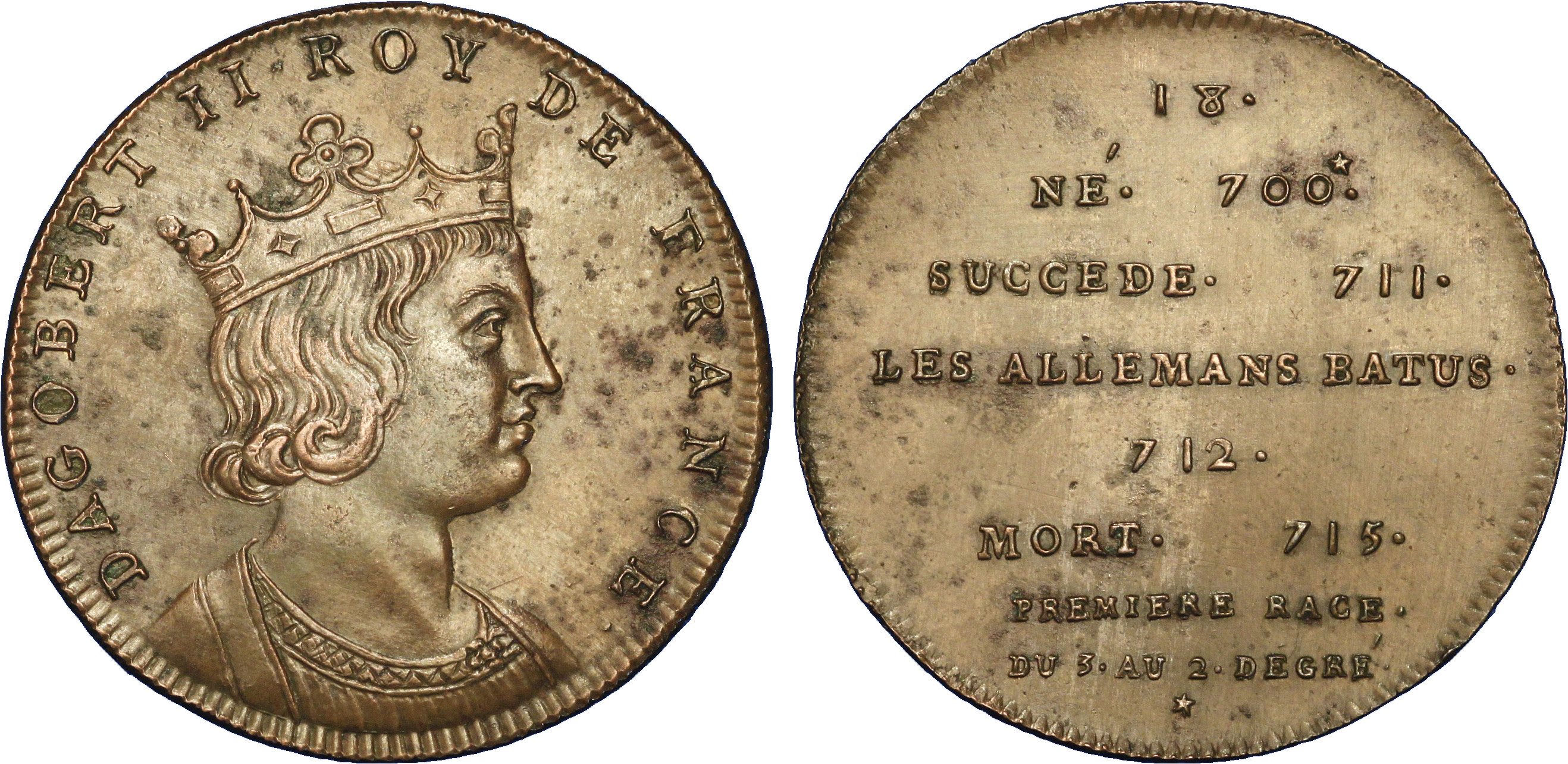
Buste imaginaire de Dagobert III.